# Link: The Faces of Evil
Link: The Faces of Evil (littéralement « Link : Les visages du Mal ») est un jeu vidéo d'action développé par Animation Magic et édité par Philips sur CD-i, sorti en 1993.
Le jeu reprend l'univers de la série The Legend of Zelda mais contrairement à la plupart des jeux de cette série il n'est pas réalisé par Nintendo. Le jeu fait partie d'une série de trois jeux avec Zelda: The Wand of Gamelon et Zelda's Adventure, édités par Philips. Ils sont des jeux officiels sous licence Nintendo.
Ces trois titres ont été bien reçus par la critique de l'époque, mais mal par le public qui les a redécouverts des années après et en particulier par les fans de la série, qui considèrent plus ces jeux comme des « produits dérivés », et non pas des parties intégrantes de la série.[réf. souhaitée]

## Trame

### Histoire
Un jour au château d'Hyrule, un mystérieux vieillard nommé Gwonam apparaît et prévient le Roi Harkinian que Ganon et ses fidèles se sont emparés de l'île de Koridaï où se dressent les Forces du Mal : de gigantesques statues à l'effigie des lieutenants de Ganon. Link décide d'aller combattre ses fidèles et de le vaincre. Plus tard, Ganon enlèvera la princesse Zelda dans son sommeil et Link devra la sauver.

## Système de jeu
Habituellement parlant sous forme de mimes, Link: The Faces of Evil est l'un des premiers jeux dans lequel Link et les autres personnages possèdent une voix. Le système de jeu est sinon proche de Zelda II: The Adventure of Link, mais en plus rigide.

## Doublage

### Doublage anglais
- Jeffery Rath : Link
- Bonnie Jean Wilbur : Zelda
- Mark Berry : Roi Harkinian/Ganon
- Paul Wann : Gwonam

### Doublage français
- Thierry Wermuth : Link
- Benoît Allemane : Roi Harkinian, Morshu, Kulvan, Militron, Droolik et Glutko
- Julie Bataille : Zelda et voix additionnelles
- Jean-Éric Bielle : Gwonam et voix additionnelles

## Développement
Link: The Faces of Evil était un des deux premiers jeux sous licence Nintendo sortis sur la Philips CD-i (en même temps que Zelda: The Wand of Gamelon).
Le jeu a reçu le budget relativement bas d'approximativement 600 000 dollars américains et la limite de développement a été fixé à peu près plus d'une année — le temps aura été séparé entre le développement de Link: The Faces of Evil et celui de Zelda: The Wand of Gamelon. Il a été décidé par Animation Magic, l'équipe de développement basée à Cambridge au Massachusetts et dirigée par Dale DeSharone, que les deux jeux seraient développés simultanément et partageraient le même moteur  graphique pour utiliser plus efficacement le budget. Les séquences animées ont été créées par une équipe de quatre animateurs de Russie (dirigée par Igor Razboff) qui est allée aux États-Unis pour le projet. Ces jeux ont marqué pour la première fois qu'une sous-traitance russe a été utilisée par une entreprise américaine — un déplacement qui a été seulement possible en raison du climat politique quelque peu détendu après la chute du mur de Berlin. Le reste de l'équipe de développement inclut trois programmeurs (tous ont été des anciens salariés de Spinnaker Software (en)) un musicien, Tony Trippi, et l'auteur indépendant Jonathan Merritt qui a créé les scénarios et les dessins.
Sous la direction de DeSharone, le développement du jeu a progressé de façon similaire à celui de son titre dirigé auparavant, Below the Root (en), un jeu sur lequel John Szczepaniak de Retro Gamer a suggéré qu'il ait servi comme un précurseur à Faces of Evil. Les arrière-plans ont été conçus par des artistes de Cambridge, et le doublage anglais a été entièrement produit par des acteurs de l'union AFTRA (en).

## Accueil
Avec les deux autres jeux basés sur l'univers de The Legend of Zelda sortis sur CD-i, ce jeu a été reçu de façon extrêmement négative par les joueurs, considérant cette série comme « la Triforce de la honte ». Les commentaires du milieu du jeu vidéo furent tout aussi peu flatteurs, allant d'un classement parmi les pires jeux existants, le cinquième plus mauvais jeu de l'histoire du jeu vidéo, ou encore un jeu « à la vitesse détestable, aux contrôles mous, et aux temps de chargement infâmes ».
James Rolfe a même consacré une émission entière de The Angry Video Game Nerd à ce jeu ; Frédéric Molas a fait de même avec le Joueur du Grenier.
Les scènes intermédiaires, sous forme de dessins animés, ont été également extrêmement critiquées de par leur côté amateur, mal joué, à tel point qu'elles en deviennent drôles pour certains. Tous ces aspects ont fait de ce jeu une blague récurrente, les scènes intermédiaires étant souvent utilisées pour faire des vidéos comiques sur YouTube, les YouTube Poop.